# Hisukattus
Genre
Hisukattus est un genre d'araignées aranéomorphes de la famille des Salticidae.

## Distribution
Les espèces de ce genre se rencontrent en Argentine, au Brésil et au Paraguay.

## Liste des espèces
Selon World Spider Catalog (version 18.0, 04/03/2017) :
- Hisukattus alienus Galiano, 1987
- Hisukattus simplex (Mello-Leitão, 1944)
- Hisukattus transversalis Galiano, 1987
- Hisukattus tristis (Mello-Leitão, 1944)

## Publication originale
- Galiano, 1987 : Descripcion de Hisukattus nuevo genero (Araneae, Salticidae). Revista de la Sociedad Entomologica Argentina, vol. 44, p. 137-148.